# Deanston (Schottland)
Deanston ist ein Dorf in der schottischen Council Area Stirling. Es liegt etwa zehn Kilometer nordwestlich von Stirling und 45 km südwestlich von Perth am Ufer des Teith und gehört zur Gemeinde Doune. Vom 1 km entfernten Doune ist Deanston durch einen Wald abgetrennt.
Seit 1785 war eine Mühle in Deanston ansässig, die zur Entwicklung der Ortschaft beitrug. Seit 1966 ist in den Gebäuden die Whiskybrennerei Deanston ansässig.